# 奥斯瓦尔多·乌尔塔多
奥斯瓦尔多·乌尔塔多·拉雷亚（西班牙語：Osvaldo Hurtado Larrea；1939年6月26日—）是厄瓜多爾總統(1981-1984)。
乌尔塔多是海梅·罗尔多斯的副总统，1981年5月24日罗尔多斯总统在坠机事件中丧生，他接任罗尔多斯剩余的任期。
| 前任： 海梅·罗尔多斯 | 厄瓜多尔总统 1981年—1984年 | 繼任： 莱昂·费夫雷斯-科尔德罗 |